# Сейнт Джонс (Нюфаундленд и Лабрадор)
Вижте пояснителната страница за други значения на Сейнт Джонс.
Сейнт Джонс (на английски: St. John's) е столицата и най-големият град в провинция Нюфаундленд и Лабрадор, Канада.
Има население от 100 646 жители (2006) и обща площ от 446,04 км². Той е най-старият град, създаден от англичани в Северна Америка – основан е на 5 август 1583 г.

## Климат
Климатът в Сейнт Джонс е предимно влажен умереноконтинентален. Това, обаче, е един от най-мъгливите, най-ветровитите и най-облачните градове в Канада. Най-ниската температура измерена тук е -29.4 °C, а най-високата – 33.9 °C.